# Campo (Viseu)
Campo es una freguesia portuguesa del concelho de Viseu, con 15,48 km² de superficie y 4.358 habitantes (2001). Su densidad de población es de 281,5 hab/km².